# Canale-di-Verde
Canale-di-Verde é uma comuna francesa na região administrativa de Córsega, no departamento da Alta Córsega. Estende-se por uma área de 15 km². 